# Szandi 5
A Szandi 5 Szandi magyar énekesnő ötödik albuma. 1993-ban jelent meg. Ezen már nem Fenyő Miklóssal dolgozott. Az album külföldi dalok feldolgozásai, kivéve a Szerelemherceg című számot. Klip is készült az első dalhoz. Sok dalon későbbi partnerével, Bogdán Csabával dolgozott, illetve a nővérével, Vikivel.

## Dalok
1. Adj helyet a szívedben
2. Más fiúja
3. Gyermekszerelem
4. Bill Bailey
5. Új szerelem
6. Szép álom
7. Félek, ez egy igazi hétfő
8. Arcodon a rúzsfolt
9. Rock a karácsonyfa körül
10. Ne sírj
11. Az, akit ma szerethetsz
12. Szerelem-herceg